# SS (漫画)
『SS』（エスエス）は東本昌平の漫画作品、またはそれを原作とする実写映画である。「SS」は「スペシャルステージ」の略である。
小学館の漫画雑誌『ビッグコミックスペリオール』に2000年から2003年まで連載され単行本は全9巻が発行されている。

## 概要
大佛（以下ダイブツ）と栗原の間に生じていた距離等が解けていく過程で周囲の大人（中年以上）の忘れていた感情を呼び覚ます様子も描かれている。2人の中年男性を中心に自動車を介した夢の実現と現実の問題を描いた作品で、東本作品では唯一、四輪を題材としており、二輪は自転車やミニバイクしか出てこない。また、東本作品で最も早く実写化されている。なお、実写映画版ではあらすじがやや異なる。
自動車の描写や登場人物の回顧録が細部に渡っており、世界ラリー選手権 (WRC) の歴史や解説が描かれている話もあり、第6巻以降では専門用語と説明が多用されている。
原作に於いて、登場車種のエクステリアが同一車種でも正しかったり間違っていたりする（例えば給油口が左にあると思ったら次のコマでは右にある 等）。特にスタリオン4WDに於いては、第5巻まで東京モーターショーに展示されていたものだったのが第6巻以降及び実写版は岡崎工場に展示されている物になっている（ホイールは第4巻から岡崎工場の物となっている）。
1980年代も舞台となっており、作中に「ルビーの指環」の名が第9巻に登場し、第4巻では「い・け・な・いルージュマジック」、第8巻では「ギザギザハートの子守唄」の歌詞が登場している。
映画公開前には北海道で開催された2007年WRCラリー・ジャパンでプロモーションを行なった。主演の哀川翔はこの作品をきっかけにラリードライバーとしての活動を始めて、2008年と2010年の同大会に参戦した。

## あらすじ
自動車整備工のダイブツは、かつて学生ラリードライバーをやっていたが、全日本ラリーでのクラッシュや妻の妊娠によりその道を閉ざされた過去を持つ。
給料停滞以外は生活は至って平凡なものだったが、妻の故郷に帰ったときにテレビでダカール・ラリー（以下パリダカ）を見たことによってラリーへの夢が再び蘇り、その後、社長の冗談をきっかけに工場に眠っていたスタリオン4WDラリー（以下スタリオン4WD）を現物支給で入手し峠や首都高を攻めるようになるが、そこには拭いきれぬ未練（というよりそれと似たような感情）があった。
正体不明のそのマシンを峠の走り屋たちは「キャノンボール2」や酔拳のような走り方に準え「ジャッキー」と呼ぶようになり、それはダイブツの元相棒で自動車評論家の栗原の耳にも届き彼も巻き込む事となる。

## 舞台
峠 - 第3巻等で箱根ターンパイクの看板が描かれている。首都高と湾岸はたまに登場しているが、実写版では全く登場しない。

## 登場人物

### 主要人物
大佛（おさらぎ）
この作品の主人公で通称「ダイブツ」（1977年時点では「オーちゃん」と呼ばれていた）。自動車整備工で学生ラリードライバーとして栗原と組んでいた。テレビで偶然パリダカのスタートを見たことや社長の冗談から西山モータースに放置されていたスタリオン4WDをボーナスの現物支給として入手し、峠を走行させ若い走り屋達からキャノンボール2(※スタリオンが登場する)になぞらえて「ジャッキー」と称されることになる。家庭での愛車は、初代デリカスターワゴン4WD（L系）。
実写版では体型がやや異なる。
栗原
自動車評論家だが、気取った性格のため敬遠する人もいる（後述の山崎もその1人）。第2巻から登場。学生ラリーコドライバーとしてダイブツと組んでいたが、そのときの事故により西山モータースを抜け、一時期Gr.Aスタリオンのドライバーをしていた。原作では頭部が禿げでかつらを被っていたがダイブツに水を撒かれた際に発覚する。下戸で、第2巻では烏龍茶を飲む。
最初は黄色のポルシェ・911（993型）に乗っていたがダイブツの想いを理解する為に別荘からフォード・RS200を持ち出しダイブツに挑む。
山崎
通称「山ちゃん」。自動車整備工でダイブツとは高校時代からつるんでいた。また、カブキやアンキモらのような走り屋の話し相手でもある。ダイブツがスタリオン4WDに拘り続ける理由を掴めずにいたが、第9巻では中学時代に所属していた野球部での経験からその心情を理解することができた。
西山
ダイブツと山崎が勤務する西山モータースの社長。三菱自動車関係者と交友関係があり若き日のダイブツと栗原をスタリオン4WDに試乗させ、2人をワークスドライバーとしてWRCに出場させようとしていた。
第7巻ではスタリオン4WDを持ち出してクラッシュさせてしまうが、この事故をきっかけにダイブツは社長が彼の気持ちを理解していたのを知った。第9巻でパリダカ出場の話を持ち出された時、パリダカ出場に乗り気。
カブキ
ランサーエボリューションVIに乗る若者。車に関する知識が乏しく、アウディ・クワトロは知っていたものの市販車のスタリオンの存在を知らなかった上に運転技術の未熟から愛車を横転させてしまう。ダイブツを追い求めるも敵うことはなかったが、ジャッキー＝ダイブツと知ってから始めた練習が功を奏してタイムアタックの若者トップの結果を叩き出す。
ギラ子
インプレッサSTiType-R（GC8型）に乗る志村歯科医院の歯科助手で、第3巻から登場。勝気な性格で峠の常連で上位にランキングされていたが徐々にランクを落としていく。しかしその後コツを掴んだようで、最終的に女性初の5分台を叩き出した
アンキモ
レガシィ ツーリングワゴンGTに乗る若者。カブキとは幼馴染みで、よく彼とともに行動している。アンキモ本人がタイムアタックやバトルをすることはない。太めの体型でカブキからやせることを指摘されている。また、彼の部屋には美少女のポスター等が貼ってある。
実写版では痩せ形の体型で、「ジャッキー」と名付けたのは彼と言う事になっている。
久美子
ダイブツと栗原の学生時代の後輩で現在はダイブツの妻。学生時代は2人のどちらが射止めるか争っていたが、結局本人はラリーに情熱を駆けているダイブツの方をとった。栗原は若き日に無理矢理な行動をしたため久美子に嫌われかけたこともあるが、それでも未練がある。
第6巻で自分の夫が再び走り始めたことを偶然知り、第9巻ではスタリオン4WDでパリダカに出場することを提案する。
志村
様々な高級外車に乗る志村歯科医院の経営者で第4巻から登場。かつて「ニコヨン通りの赤いイナズマ」と呼ばれていたこともある。ポルシェ・911、911GT2、ランボルギーニ・ディアブロと乗り継いでいるが、いずれも事故に遭ってしまう。また、ギラ子の冗談を聞いてF1を購入しようと考えたこともある
ブンブク
R32スカイラインGT-Rに乗るチューニングショップの経営者で、第4巻から登場。自身のショップでブンブクシステムを開発するも借金を負って店舗を失い、客から訴えられ、妻子に逃げられ残された店舗内に住む事になってしまうが、それでもブンブクシステムの宣伝の為に峠を走り続け、最終的にスタリオン4WDを抜いて最速記録を打ち立てる。が、酷使のツケが回ったのか後にR32の能力はカブキに抜かれるほどまでに落ちてゆき、終いには店を取り上げられて車上生活者にまでなるが、ラストでは再起を狙って水産業のトラック運転手をしている様子が描かれていた（そのトラックにもシンボルマークが描かれていた）。
実写版では原作よりも風貌が若く、夢への拘りが強くなっている。

### その他
タモツ
アンキモの知り合いの首都高ランナーで第1~2巻に登場。実写版ではタイムアタックのサイトを立ち上げている人間である。
ハニー
タモツと共にいる女性。行動をともにしているが、タモツの役に立つことはしていない。
実写版では海に連れてくよう何度もタモツに催促しているが、聞き入れられず半ば鬱陶しがられている。
チャミ
第1~2巻に登場し、カブキやアンキモにスタリオン4WDの情報を提供した。なお、スタリオン4WDのことを「悲運のグループBカー」を言っていた。
実写版では未登場。
ナホ、ユウスケ
ダイブツと久美子の子供。原作では兄妹であること以外特筆事項はないが、実写版では姉弟であり、特にナホは父親であるダイブツを頼りにしていなかった。が、後半ではかつてラリードライバーだった事を知って父親を見直すようになっている。
美由紀
久美子の友人で第4巻の回想で登場した。彼氏がいるらしく、豊乳だが美貌は久美子に劣るらしい。
実写版では回想シーン自体がないため未登場。
蘭子
銀座のバーのママで第6巻から登場。志村は彼女に惚れており、また、蘭子も車に関して熱弁する志村に影響されてR230型メルセデス・ベンツ・SLクラスを購入した。その後、第9巻では婚約する事となっている。
ナツミ
蘭子のバーに勤めており、第7巻から登場。
実写版でも同様だが、短髪の学生である。
朝風マリー
元アイドル歌手のタレントで、第8巻から登場。栗原とは顔馴染みで、レストランに連れてもらったり、栗原の別荘に招かれたりしたのだが、その様を阿久津に見られ、熱愛報道を持たれてしまう。
栗原から911を譲られて以降、芸能活動が増加したらしく、第9巻では「昭和音頭」なる曲を発表した。
実写版では未登場。
阿久津
三流ルポライターで第8巻より登場。栗原の事を嫌いなタイプと言っていたが、おでん屋で知り合いの自動車ルポライターから栗原が911で走っている投稿写真を見せられて栗原を尾行、栗原とマリーが行動をともにするのを見かける。
栗原が峠を攻めている事に関心があるようで、カメラマンを同行させて峠に向かった事もある。第9巻では栗原がRS200で峠を攻める様子やタイムアタック中の事故の写真を掲載し、警察が21時以降の特別警戒を行うきっかけとなる。
実写版では未登場。
S子
18歳の頃のダイブツや栗原とつるんでいた女子学生で、第8話のサイドストーリーに登場。多くの悪評が付いている。元彼に振られてダイブツの99に搭乗し、それ以来何度となく乗るようになっていた。ダイブツいわく、S子が彼女かそうでないかケリをつけないと99には乗せるべきではないと言う考えがあった。
実写版では未登場。

### 実写のみ登場
ナオミ
栗原の通うバーのホステスで実写版のみ登場。彼女が偶然見たタイムアタックのサイトで栗原はダイブツがスタリオンを走らせている事を知ることとなる。
アキラ
走り屋の1人で実写版のみ登場（ただしよく似た走り屋は原作に登場する）。フォーカスRSワールドラリーカーの事を「ラリーの名門フォードの作った世界最速のラリーマシン」と言っていた。

## 主な登場車種
三菱・ミニカエコノターボG（H11V）
三崎のおばちゃんのもので、序盤でダイブツがこの車で峠を攻めていた。
トヨタ・カローラレビン（AE86）
ダイブツと栗原が学生時代に全日本ラリー選手権参戦の際に乗っていたが、タイムロスによる焦りで谷底へ落下、三菱ワークスドライバーへの道を断つことになった。
三菱・スタリオン4WDラリー
学生時代にダイブツが試乗した際に破損させ修理の為に西山モータースに入庫していたが、グループB廃止に伴いそのまま放置されていた。それを後にダイブツがボーナスの現物支給で入手した。
ポルシェ・911 カレラRS（993型）
栗原の愛車で、チューニングが施されていたが第8巻で元アイドル歌手の朝風マリーに譲る。
フォード・RS200
栗原が911カレラRSを第8巻で譲り、ダイブツのスタリオン4WDに対抗する為に別荘から持ち出したグループBホモロゲーション車。
日産・スカイラインGT-R（BNR32）
ブンブクの愛車でブンブクシステム搭載。原作ではアンキモの友人のタモツも乗っていた。
三菱・ランサーエボリューションVI GSR(CP9A)
カブキの愛車。第3巻においてタイムアタックの際、突如現れたギラ子を追いかけるも横転させ全損寸前になるが第5巻において西山モータースで修復させた。作中のようにAピラーやルーフが潰れる程のダメージを受けると完全に修復するのは不可能。
スバル・インプレッサWRX STiType-R（GC8）
ギラ子の愛車だがミッションを痛めており、栗原曰く性能を出し切れない状態だった。
スバル・レガシィ ツーリングワゴンGT-B（BH5）
アンキモの愛車。快速を誇るがインプレッサやランエボのような本格的な走りをするには些か力不足である。
ポルシェ・911（993型）
志村の愛車だったが、第5巻でゴルフ場から帰る際にブンブクと遭遇、挑戦するもギラ子の言葉が頭をよぎってハンドルを切れずスピンさせてしまう。
ポルシェ・911 GT2（996型）
911をスピンさせた後の志村の愛車だったが第6巻で峠を走行中に濡れた路面でスピンさせて大破させてしまう。
ランボルギーニ・ディアブロ
911 GT2を大破させた後の志村の愛車だったが第7巻で蘭子の返事を聞いて舞い上がった状態で銀座に繰り出した際にトヨタ・bBと衝突してしまう。
メルセデス・ベンツ・SL55AMG（R230型）
第7巻で蘭子が志村に触発されて購入。
ホンダ・1300
18歳のときのダイブツの愛車。当時8年落ちのクルマで周囲から散々馬鹿にされていたが、それとは裏腹の走りを見せつける。

### 映画版オリジナル
三菱・ミニカダンガンZZ（H21A）
三崎のおばちゃんの車だが、何故か最後まで工場に置きっぱなしだった。
スバル・インプレッサWRX STI（GDB）
ギラ子の愛車でingsによるチューニングが施されている。
三菱・ランサーエボリューションⅨ
カブキの愛車でこちらもingsによるチューニングが施されている。
日産・フェアレディZ（Z33）
ギャラリー車両で登場、こちらもingsによるチューニングが施されている。
トヨタ・スプリンタートレノ (AE86)
タモツの愛車と思われる。
- トヨタ・カローラレビン（２ドア）

　回想シーンでダイブツと栗原が乗車しているラリー車・
ポルシェ・ケイマン
栗原の愛車でTECHARTによるチューニングが施されていたが、評論家辞職の際に秘書にスーツとともに譲り渡した。
フォード・フィエスタST
ラリージャパン出場のシーンで登場。なお、この車両は現実でもラリージャパン2007に出場している。
フォード・フォーカス RSワールドラリーカー
栗原がケイマンを手放した後の搭乗車で、TEAM FORDによるチューニングが施されている。
ポルシェ・911（997型）
志村の愛車だったが、5分半を叩き出そうと思ってトンネルに入った際、クラッシュしてしまう。
ポルシェ・ボクスター（987型）
蘭子の愛車だが、何故かチューニングが施されていた。

## 主要人物のタイムアタックの結果
物語の全編で舞台となった箱根ターンパイクのタイムアタック結果は結末までに以下の通りとなった。
| 順位  | 名前                   | タイム                                 | 車種            |
| ----- | ---------------------- | -------------------------------------- | --------------- |
| 第1位 | ブンブク               | 5分29秒（実写版では5分26秒）           | R32GT-R         |
| 第2位 | ジャッキー（ダイブツ） | 5分30秒                                | スタリオン4WD   |
| 第3位 | 栗原                   | 5分45秒（実写版ではケイマンで5分37秒） | 911カレラRS     |
| 第4位 | カブキ                 | 5分50秒（実写版では5分53秒）           | ランエボVI      |
| 第5位 | ギラ子                 | 5分58秒（実写版では測定シーンはなし）  | インプレッサSTi |

栗原の記録は第3巻で5分41秒を記録しているが、非公式である。
なお、原作と実写版ではランキングが異なることに注意。

## サイドストーリー
- 第8巻 - 巻末に「99 in '77」が掲載されている。内容は1977年、当時18歳だったダイブツの一夏の恋愛物語である。
- 第9巻 - 巻末に「玄人はだし」が掲載されている。内容は江戸時代のダイブツそっくりの飛脚・佐太と健脚自慢の青年・小太郎の競走を描いた物語である。

## 実写映画版
2008年1月12日全国順次ロードショー。哀川翔主演。

### キャスト
- ダイブツ：哀川翔
- 栗原：遠藤憲一
- ギラ子：MEGUMI
- カブキ：TEAH
- アンキモ：幸将司
- タモツ：山田亮平
- ハニー：立花彩野
- ブンブク：榊英雄
- 久美子：酒井法子
- ナホ：加治木ゆりあ
- ユウスケ：林孝明
- 山崎：中倉健太郎
- 西山社長：ミッキー・カーチス
- 志村：桑野信義
- 蘭子：メイサツキ
- 奈津美：大久保麻梨子
- ナオミ：福永ちな
- 女子アナ：小谷津藍子
- アキラ：齋藤ヤスカ
- 債権者のヒロ：指宿豪。
- メカニック：長坂周

等
そのほか、地元の走り屋もエキストラで出演している。

### スタッフ
- 監督：小林義則
- プロデュース：岡島広和、神子力
- 企画・製作統括：吉岡市雄
- 原作：東本昌平
- 脚本：十川誠志
- 音楽：HeavensDust
- 主題歌：「I Promise You」DEEN
- カースタント車輌技術：大井貴之
- カースタント：大井義浩、大井こずゑ、菊池靖
- 後援：ラリージャパン
- 協賛：カロッツェリア
- 制作協力：アットアームズ、マジカル、共同テレビジョン
- 製作：SS製作委員会（ジェネオンエンタテインメント、マジカル、共同テレビジョン、リベロ、コムセント）
- 上映時間：100分